# Intelligence Support Battalion
L'Intelligence Support Battalion (ISB) est le bataillon du Corps des Marines des États-Unis qui fournit des renseignements militaires à la Marine Forces Reserve. Il fait partie du Groupe du quartier général de la Force. Il dispose de détachements situés partout aux États-Unis et des Marines de cette unité ont été déployés partout dans le monde dans de nombreuses missions soutenant la guerre contre le terrorisme. 

## Mission
La mission du bataillon est de fournir une plus grande capacité de renseignement à la force de réserve du Marine Corps conformément à la demande du ministère de la Défense (DoD) pour remodeler la force totale. L'ISB fournit plus de 200 Marines du Select Marine Corps Reserve (SMCR) par le biais de trois compagnies de spécialistes du renseignement formés pour soutenir les activités de renseignement du Marine Corps (MCIA) dans les exigences du DoD Intelligence Production Program (DoDIPP). En temps de paix, les réservistes de l'ISB s'enrtainent  dans 12 des 27 centres communs de renseignement de réserve (JRIC). Pendant les périodes de crise, ces Marines peuvent être activés sur place, fournissant une capacité de renfort rapide, ou peuvent être déployés avec leurs homologues en service actif. 

## Histoire
Le 23 décembre 2004, le Marine Corps a publié le MCBUL 5400 et a officiellement créé l'ISB en tant qu'unité opérationnelle. À cette fin, le Corps des Marines a créé 286 nouveaux postes de renseignement de la composante active, de la réserve active (AR) et de la composante de réserve et les a ajoutés aux 161 postes de la composante de réserve d'origine, ce qui a entraîné une organisation du renseignement complètement transformée de 459 Marines. 
Depuis sa création opérationnelle, l'ISB a fourni un soutien à la production de renseignements à une variété de parties prenantes dans l'ensemble de la communauté du renseignement (IC) et a envoyé de nombreux personnels opérationnels à l'étranger avec des analystes du renseignement, des Ground Sensor Marines et des Counter intelligence / Human Source Intelligence (CI / HUMINT ) Marines. 
Le 1er octobre 2019, le Marine Corps a publié le MCBUL 5400 qui a défini l'ISB en six compagnies opérationnelles pour s'aligner sur sa composante en service actif. Ces compagnies se nomment Alpha Company, Bravo Company, Battlespace Surveillance Company, Headquarters Company, Direct Support and Operations Company. 